# Zügelmaß
Das Zügelmaß ist im Pferdesport die für eine bestimmte Haltung des Pferdes und eine bestimmte Lektion erforderliche Länge der Zügel. In der Dressur gilt als Kriterium die Neigung des Nasenrückens, der kurz vor der Senkrechten stehen soll. Im Springreiten muss je nach Höhe der Hindernisse ein viel längeres Zügelmaß erlaubt werden.

## Durchführung
Bei korrektem Zügelmaß steht das Pferd „am Zügel“, das heißt, es geht „in williger Anlehnung“, gibt den Zügelhilfen nach und vermittelt dem Reiter „das Gefühl einer sicheren und weichen Verbindung zwischen Hand und Pferdemaul“. Jedes Kommando und jede diesem vorangehende halbe Parade sowie insbesondere die Wiederaufnahme der Zügel nach dem Zügel-aus-der-Hand-kauen-lassen, das Reiten einer Acht oder die Durchführung des Zirkel-verkleinern erfordern eine Korrektur des Zügelmaßes, welche durch das „Nachfassen der Zügel geregelt“ wird. Dieses „Nachfassen der Zügel“ geschieht durch Übergabe des Zügels einer Hand in die andere, so dass die erstere frei wird und am gleichseitigen Zügel entlang gleiten kann, bis die erwünschte Länge erreicht ist. Dann gibt die zweite Hand den kontralateralen Zügel zurück, und bei Bedarf kann nun der andere Zügel verkürzt werden.

## Anwendung
Im Einzelnen wird das Zügelmaß bei folgenden Aktionen verkürzt:
- halbe Paraden vor Übergängen von einer in eine andere Gangart oder innerhalb einer Gangart
- ganze Paraden
- Verbesserung der Selbsthaltung und Anlehnung
- Vorbereitung auf jede neue Lektion oder Übung
- Biegung und Stellung eines Pferdes
- ggf. beim Rückwärtsrichten

Wegen der enormen Hebelwirkung und der daraus resultierenden starken Einwirkung auf das Pferdemaul muss man beim "Reiten auf Kandare [...] sein Zügelmaß besonders häufig und sorgfältig überprüfen".
Je nach Ausbildungsstand von Pferd und Reiter mag im Einzelfall ein Annehmen mit darauf folgendem Nachgeben des Zügels genügen. Wenn aber das Pferd seine Haltung ändert, z. B. sich in der Versammlung mehr aufrichtet, muss das Zügelmaß wieder verkürzt werden:  „Wenn das Pferd die Zügel lockert, indem es seinen Kopf der Reiterhand nähert, muss dieser die Zügellänge wieder anpassen, indem er sie verkürzt.“. Jean d'Orgeix geht noch weiter, wenn er sagt, dass er nicht einen Umlauf im Trab in der Reitbahn durchführe, ohne etwa fünfzehn- bis zwanzigmal die Zügellänge zu korrigieren. Die Korrektur des Zügelmaßes ist für ihn ein kontinuierlicher Vorgang.
Nicht vergessen werden darf in diesem Zusammenhang, dass die Zügelhilfen immer sekundär hinter Gewichts- und Schenkelhilfen zum Einsatz kommen: „Der fehlerhaften Neigung vieler Reiter, die Zügelhilfen zu stark einzusetzen, also zu viel mit den Händen und zu wenig durch Gewichts- und Schenkelhilfen einzuwirken, muß energisch entgegengewirkt werden.“